# Ligne d'El Guerrah à Touggourt
La ligne d'El Guerrah à Touggourt est une ligne du réseau ferroviaire algérien. C'est l'une des trois grandes lignes verticales du réseau ferroviaire algérien (lignes nommées pénétrantes). Elle relie El Guerrah (localité de la commune d'Ouled Rahmoune située au sud de Constantine) à Touggourt, dans le Nord du Sahara algérien.
Elle a été ouverte par étape entre 1882 et 1914.

## Histoire

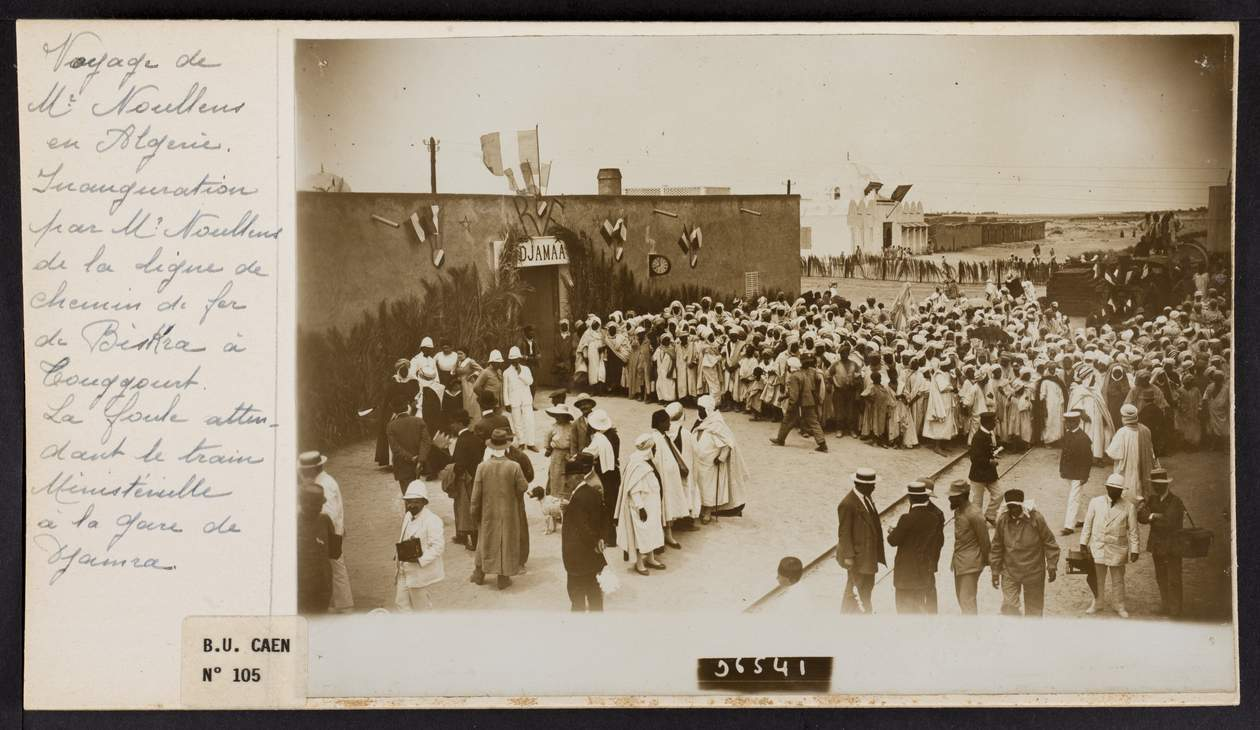
Inauguration du tronçon de Biskra à Touggourt, en gare de Djamaa, en 1914.

La décision de créer la ligne d'El Guerrah à Biskra en passant par Batna sur 201 km a été prise le 18 juillet 1879. Elle est concédée par étape en 1880 et 1884 à la Compagnie de l'Est algérien.
La première section jusqu'à Batna sur 80 km a été inaugurée le 1er novembre 1882 et prolongée de 33 km jusqu'à Aïn Touta le 26 juillet 1886, puis de 32 km jusqu'à El Kantara le 9 février 1887 et enfin elle arrive à Biskra après 56 km supplémentaires le 1er juillet 1888,.
La décision de prolonger la ligne jusqu'à Touggourt est prise le 4 avril 1910. Elle sera réalisée par l'administration des territoires du Sud et mise en service le 1er juin 1914. Cette section de 217 km avait été construite à voie métrique avant d'être transformée à voie normale en 1958.

## La ligne

### Caractéristiques
La ligne, d'une longueur de 417 km, est une voie unique à écartement standard et n'est pas électrifiée.

### Tracé et profil
Cette ligne ne rencontre pas de relief difficile à traverser si ce n'est le passage par les gorges d'El Kantara qu'elle traverse à flanc de falaise au travers d'une succession de petits tunnels.

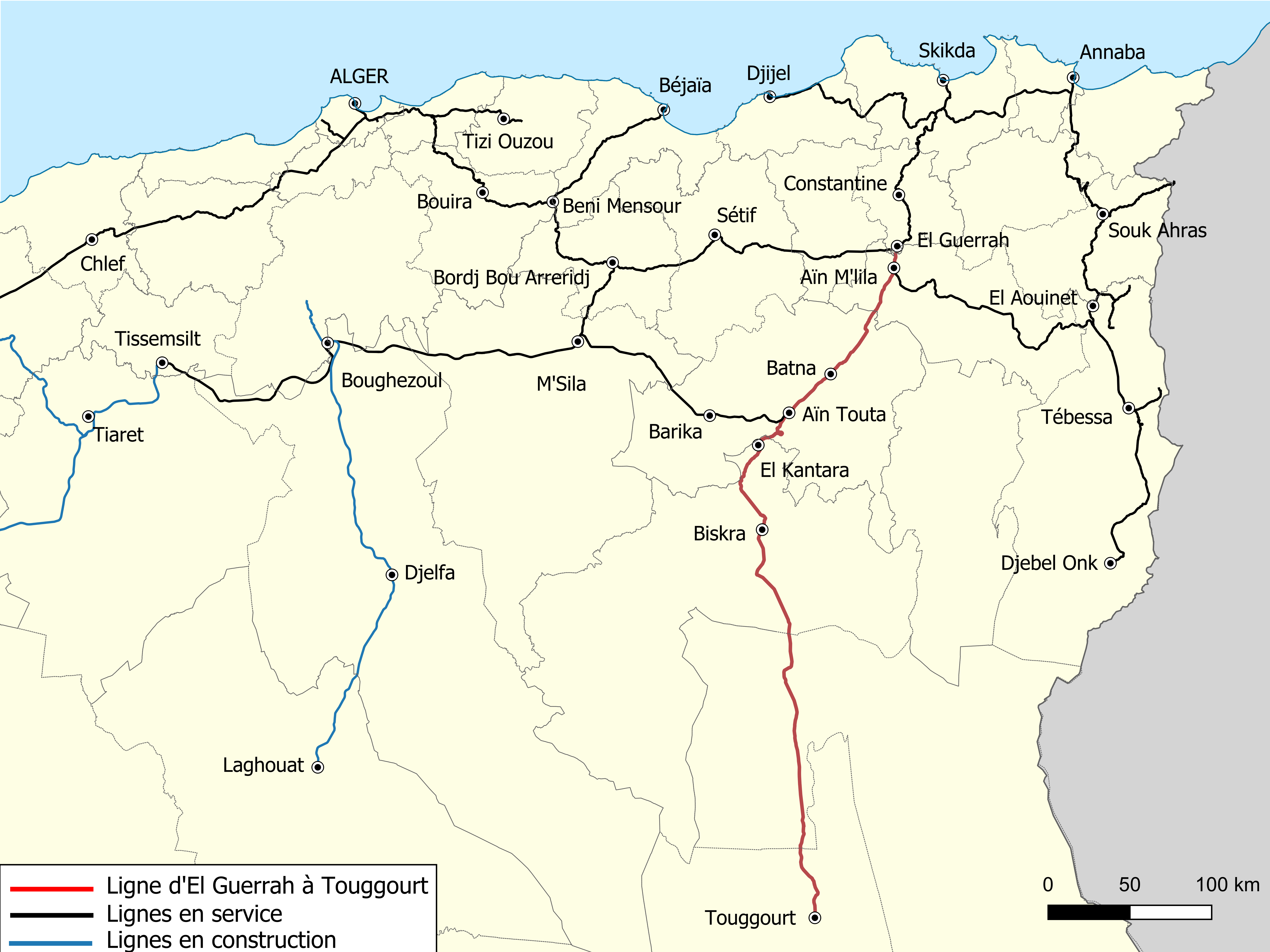
Localisation de la ligne d'El Guerrah à Touggourt dans le nord-est de l'Algérie.

Elle compte un ouvrage d'art important, il s'agit du pont de l'Oued Djeddi long de 300 mètres au niveau d'Oumache.

### Vitesses limites
- Le trajet entre El Guerrah et Batna s'effectue a une moyenne entre 70 et 80 km/h.
- Le trajet entre Batna et Biskra s'effectue à une vitesse moyenne située entre 60 et 70 km/h.
- Le trajet entre Biskra et Touggourt s'effectue en 2 h 15 min avec une vitesse moyenne de 100 km/h , il existe des pics de 120 à 122 km/h[4].

## Service ferroviaire
La ligne permet le trafic voyageurs et de marchandises. 
Elle est empruntée par :
- les trains grandes lignes des liaisons :
  - Alger - Batna[5] ;
  - Alger - Touggourt[6],[7] ;
  - Alger - Tébessa ;

- les trains régionaux des liaisons :
  - Constantine - Biskra ;
  - Skikda -  Aïn Touta ;
  - Aïn Touta - Batna - Djerma[8].

## Gares de la ligne
| Lieu                           | (PK)       | Informations                             |
| ------------------------------ | ---------- | ---------------------------------------- |
| El Guerrah                     | PK 0       | Trains grandes lignes et régionaux       |
| Aïn M'lila                     | PK 10,800  | Trains grandes lignes et régionaux       |
| Ouled Zouaï                    | PK 30,900  | Gare fermée                              |
| Aïn Yagout                     | PK 46,200  | Trains grandes lignes et régionaux       |
| Djerma                         | PK 62,200  | Trains grandes lignes et régionaux       |
| Université Mostefa Ben Boulaïd | PK 66,700  | Trains régionaux                         |
| Batna                          | PK 79,600  | Trains grandes lignes et régionaux, fret |
| Université Hadj Lakhdar        | PK 82,700  | Trains régionaux                         |
| Aïn Touta                      | PK 111,400 | Trains grandes lignes et régionaux       |
| El Kantara                     | PK 144,900 | Trains grandes lignes et régionaux       |
| Manbaa El Ghozlane             | PK 161,000 | Trains régionaux                         |
| El Outaya                      | PK 173,100 | Trains grandes lignes et régionaux       |
| Biskra                         | PK 200,300 | Trains grandes lignes et régionaux, fret |
| Oumache                        | PK 222,400 | Gare fermée                              |
| Still                          | PK 278,000 | Gare fermée                              |
| N'Sigha                        |            | Gare fermée                              |
| El M'Ghair                     | PK 316,400 | Trains grandes lignes et régionaux       |
| Djamaa                         | PK 364,200 | Trains grandes lignes et régionaux       |
| Touggourt                      | PK 417,000 | Trains grandes lignes et régionaux, fret |